# 奇納維塔
奇納維塔是哥倫比亞的城鎮，位於該國東北部，由博亞卡省負責管轄，始建於1822年9月12日，面積148平方公里，海拔高度1,733米，2005年人口3,651，人口密度每平方公里24.67人。
5°10′00″N 73°22′02″W / 5.16667°N 73.36722°W